# Maurice Bedel
Maurice Bedel, född 30 december 1883, död 15 oktober 1954, var en fransk författare.
Bedel var en begåvad boulevardkåsör, vars reportage ibland kläddes i romanesk dräkt, såsom i Jérôme 60° lat. nord (1927, svensk översättning 1928), där den kvinnliga oslosocieteten porträtterades som en grupp sportbitna freudianer. Philippine (1930) var en drift med sedlighetsdiktaturen i Mussolinis Italien, Zulfu (1933) hämtade motiv från Turkiet och i L'alouette aux nuages (1935) satiriserades hemmapolitiken. Bland hans senare arbeten märks Le laurier d'Apollon (1936), Monsieur le professeur Jubier (1936), Bengali (1937), Géographie de mille hectares (1937), La France des Français et l'autre (1937), Monsieur Hitler (1937) och Eekman (1943).